# La 10 Madrid
La 10 Madrid, conocida anteriormente como Telemadroño y posteriormente Onda 6 Madrid, fue una cadena de televisión regional de España que emitió en la Comunidad de Madrid, y que pertenecía a la red La 10 de Vocento. Cesó sus emisiones con motivo de su conversión en un canal de ámbito nacional que emite en otra frecuencia (La 10). Durante varias semanas La 10 Madrid emitió un simulcast de la cadena nacional. El 25 de octubre de 2010 fue sustituida por Metropolitan TV Madrid, un canal generalista y en 2012 por Ehs.TV Madrid, un canal 24h. televenta. En la actualidad por la frecuencia se emite BOM Cine.

## Historia
La emisora, propiedad de Prensa Española (editora del diario ABC), Globomedia y Europroducciones en noviembre de 1999 obtuvo del Gobierno de la Comunidad de Madrid su licencia para emitir en TDT. Se convertía así en la primera emisora privada que cubría todo el ámbito de la Comunidad Autónoma. Dado que en ese momento no estaba desarrollada la tecnología digital, comenzaron a emitir analógicamente en 2000 a través de la frecuencia de Telemadroño, un antiguo canal madrileño.
Su primera programación fue de servicio público, con información meteorológica, tráfico, cultura, ocio.
Tras la fusión de Prensa Española y el Grupo Correo y el nacimiento de Vocento, inicia una nueva etapa en sus emisiones, transmitiendo la programación de Atlas-News, series como El Súper o Médico de familia o el Magazine de cultura y sociedad El Refresco, presentado por Pablo Centomo y Amanda Plaza. Se integra entonces en el Grupo Punto TV, red de televisiones locales de Vocento en España
Según datos de SOFRES A.M,  su audiencia acumulada mensual era de 670.000 espectadores.
A partir de 2005 se produce una renovación de contenidos, y se ficha a profesionales conocidos procedentes de otras cadenas, como Javier Reyero, de Telemadrid, que pasa a presentar el espacio deportivo Fútbol 6. En ese momento se cuenta también con profesionales como Manuel Campo Vidal, Eduardo Aldán (en el concurso Lingo) o Lucía Hoyos.
Desde 2006 hasta 2010 se fueron estrenando nuevos formatos como el magazine Locos x Madrid con Alfredo Urdaci y diversos colaboradores e invitados (21:30 a 00:00), procedente de TVE; el programa de corazón Oh la la!, con Víctor Sandoval, luego sustituido por Alonso Caparrós; el musical de karaoke Plaza Mayor (2007), con Naím Thomas y Ana Chávarri o el magazine diario Madrid hoy (2009), con Minerva Piquero.
El 30 de marzo de 2010 el canal autonómico Telemadrid, con motivo del apagón analógico, lanzaba, provisionalmente el Mux 41 desde Navacerrada para dar cobertura de sus canales a los 35.000 madrileños que estaban en zonas de sombra en Madrid y no podían acceder a su canal autonómico.
Con motivo de la potente señal del repetidor de Navacerrada, el Mux 41 llegaba con mucha fuerza no solo a toda la Comunidad de Madrid, sino también a ciudades cercanas como Guadalajara, Cuenca, Toledo, Valladolid, donde durante esos 2 meses pudieron seguir las emisiones de Telemadrid, LaOtra y la versión HD de telemadrid sino también las emisiones de Onda 6 a través del Mux 41. 
El 17 de mayo de 2010, Onda 6 cambió su nombre por el de La 10 Madrid, adaptándose a la red local La 10 que unificó la imagen y programación en cadena de todas sus emisoras.
Tras el salto de La 10 a nivel nacional el 20 de septiembre de 2010, La 10 Madrid emitió durante varias semanas la misma programación que La 10, hasta que el 25 de octubre fue sustituida por el canal Metropolitan TV, un canal generalista. Metropolitan TV también sustituyó a La 10 en los canales autonómicos de Vocento de la Comunidad Valenciana y Andalucía. Finalmente, en febrero de 2013 comenzó a emitir la señal de Ehs.TV.

## Imagen corporativa

Onda Seis desde 2000 a 2005
Onda 6 desde 2005 a 2010